# Rosa Winkel

Rosa Winkel

Der Rosa Winkel diente während der Zeit des Nationalsozialismus der Kennzeichnung von Häftlingen in den Konzentrationslagern, sofern sie aufgrund ihrer Homosexualität dorthin verschleppt worden waren (siehe auch Homosexualität in der Zeit des Nationalsozialismus). Die Stoffaufnäher mussten an der KZ-Häftlingskleidung auf der linken Brust getragen werden.

## Häftlinge mit dem Rosa Winkel
Die Gesamtzahl der schwulen Männer, die in den Konzentrationslagern gequält und ermordet wurden, wurde von der historischen Forschung erst ab den 1970er Jahren seriös in den Blick genommen. Es konnten bis heute nur Schätzungen vorgelegt werden: Rüdiger Lautmann veranschlagte die Zahl der als Homosexuelle Verschleppten mit etwa 10.000 bei einer Todesrate von 50 bis 60 Prozent. Die Anzahl homosexueller Opfer insgesamt – also auch homosexueller Juden, Sinti und Roma, Kommunisten, Zeugen Jehovas usw. – entzieht sich der genauen Kenntnis.

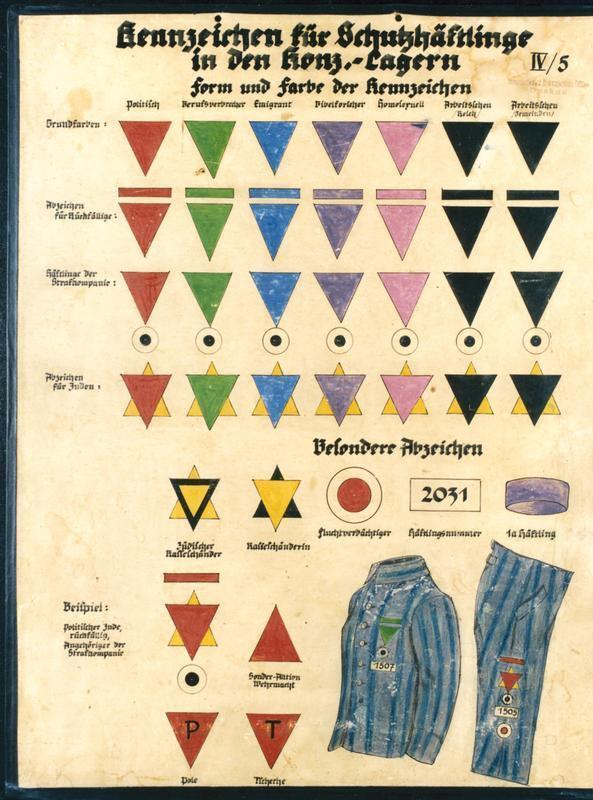
Rosa Winkel (5. Spalte)

Die meisten der späteren „Rosa-Winkel-Häftlinge“ wurden nach Verbüßung einer Gefängnisstrafe nach den §§ 175 oder 175a, manchmal aber auch, ohne dass sie gerichtlich verurteilt worden waren, von der Gestapo in Konzentrationslager verschleppt. Dabei wurde zwischen angeblich „Verführten“ und sogenannten „Verführern“ unterschieden. Während die „Verführten“ über die normale Strafverfolgung nach § 175 auf den ‚rechten Weg‘ kommen sollten, wollte man die „Verführer“ „aus der Volksgemeinschaft ausscheiden“. In einem Erlass vom 12. Juli 1940 stellte das Reichssicherheitshauptamt klar, dass „in Zukunft alle Homosexuellen, die mehr als einen Partner verführt haben, nach ihrer Entlassung aus dem Gefängnis in polizeiliche Vorbeugungshaft zu nehmen“ waren. Betroffen davon war fortan ein großer Teil, vermutlich bis zur Hälfte der Verurteilten.
Nach 1945 blieb männliche Homosexualität in den meisten europäischen Ländern strafbar, in der Deutschen Demokratischen Republik bis 1950 und in der Bundesrepublik Deutschland galt sogar der von den Nationalsozialisten verschärfte § 175 StGB bis 1969. Der § 175 wurde 1994 endgültig aus dem deutschen Strafgesetzbuch gestrichen. Eine Rehabilitierung schwuler NS-Opfer wurde am 6. Dezember 2000 vom Deutschen Bundestag eingeleitet. 2002 hob der Bundestag die NS-Urteile gegen Homosexuelle auf.
Der US-amerikanische Dokumentarfilm Paragraph 175 ließ im Jahr 2000 Überlebende zu Wort kommen. Rudolf Brazda, gestorben 2011, galt als letzter überlebender Häftling mit dem Rosa Winkel.

### Ausgewählte mit dem rosa Winkel inhaftierte Personen
- Rudolf Brazda
- Karl Gorath
- Paul von Großheim
- Wilhelm Heckmann
- Josef Kohout
- Bernhard Langer
- Paul O’Montis
- Otto Peltzer
- Kurt von Ruffin
- Pierre Seel
- Josef Alfons Traxl

## Der Rosa Winkel als Symbol der Schwulenbewegung

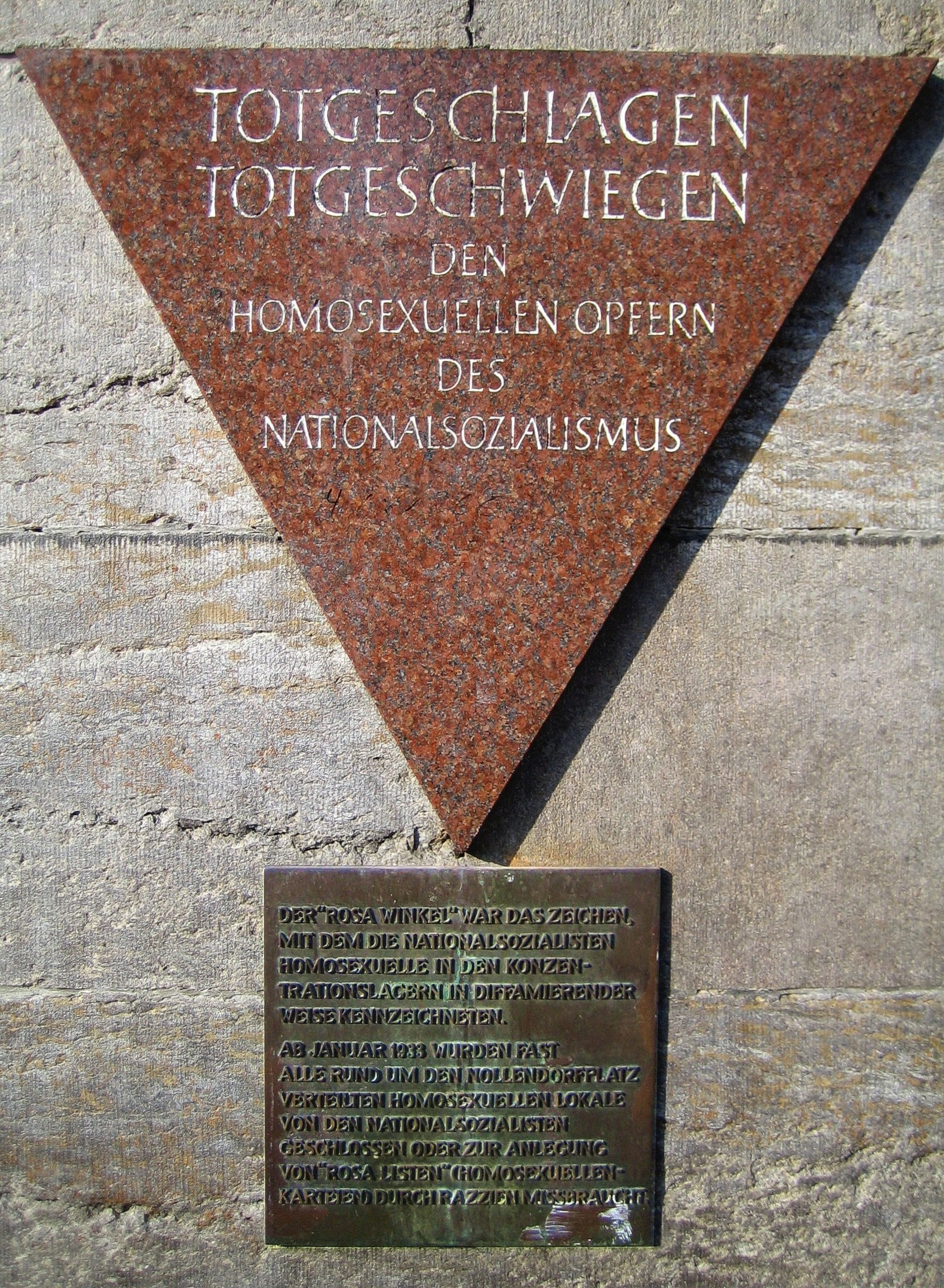
Winkelförmige Gedenktafeln aus rotem Granit mit der Inschrift „Totgeschlagen, totgeschwiegen“ wurden an verschiedenen Gedenkorten angebracht, hier am U-Bahnhof Nollendorfplatz in Berlin.

Der Rosa Winkel entwickelte sich seit den 1970er Jahren zu einem internationalen Symbol der Schwulenbewegung. Der 1975 gegründete deutsche Verlag Rosa Winkel kam so zu seinem Namen. Holger Mischwitzky ließ sich zu seinem Künstlernamen Rosa von Praunheim anregen.
Das Amsterdamer Homomonument von 1987 nahm seine Form auf, ebenso das Kölner Mahnmal für die schwulen und lesbischen NS-Opfer und viele andere Gedenkorte.
In den USA fand er v. a. als Zeichen der HIV/AIDS-Aktivismusgruppe Act Up mit ihrem Spruch „Silence = Death“ Verbreitung. Dort war er um 180 Grad gedreht, um die Hoffnung auf einen besseren Umgang mit AIDS in naher Zukunft auszudrücken. Die 1978 in den USA entworfene Regenbogenfahne setzte sich in Europa ab den 1990er Jahren durch und hat den Rosa Winkel als bevorzugtes Symbol der LGBT/LSBTTIQ-Bewegung abgelöst.

## Filme
- Detlef Stoffel, Peter Recht, Christiane Schmerl: Rosa Winkel? Das ist doch schon lange vorbei …, Deutschland 1975/76
- Fritz Kalteis: Universum History – Verfolgte Liebe – Die Männer mit dem Rosa Winkel mit Stefan Gorski als Josef Kohout, Österreich 2024[3]